# Бринкергофф (Нью-Йорк)
Бринкергофф (англ. Brinckerhoff) — переписна місцевість (CDP) в США, в окрузі Дачесс штату Нью-Йорк. Населення — 3377 осіб (2020).

## Географія
Бринкергофф розташований за координатами 41°33′7″ пн. ш. 73°52′15″ зх. д. / 41.55194° пн. ш. 73.87083° зх. д. (41.551937, -73.870924).  За даними Бюро перепису населення США в 2010 році переписна місцевість мала площу 2,91 км², з яких 2,90 км² — суходіл та 0,01 км² — водойми.

## Демографія
Згідно з переписом 2010 року, у переписній місцевості мешкало 2900 осіб у 1072 домогосподарствах у складі 808 родин. Густота населення становила 995 осіб/км².  Було 1098 помешкань (377/км²).
Расовий склад населення:
| - 86,5 % — білих - 5,6 % — чорних або афроамериканців - 3,9 % — азіатів - 0,1 % — корінних американців - 2,1 % — осіб інших рас |

До двох чи більше рас належало 1,9 %. Частка іспаномовних становила 10,8 % від усіх жителів.
За віковим діапазоном населення розподілялося таким чином: 22,7 % — особи молодші 18 років, 60,6 % — особи у віці 18—64 років, 16,7 % — особи у віці 65 років та старші. Медіана віку мешканця становила 43,5 року. На 100 осіб жіночої статі у переписній місцевості припадало 93,2 чоловіків;  на 100 жінок у віці від 18 років та старших — 91,0 чоловіків також старших 18 років.
Середній дохід на одне домашнє господарство  становив 97 387 доларів США (медіана — 95 388), а середній дохід на одну сім'ю — 105 067 доларів (медіана — 100 392). Медіана доходів становила 70 580 доларів для чоловіків та 54 792 долари для жінок. За межею бідності перебувало 6,2 % осіб, у тому числі 12,5 % дітей у віці до 18 років та 11,3 % осіб у віці 65 років та старших.
Цивільне працевлаштоване населення становило 1628 осіб. Основні галузі зайнятості: освіта, охорона здоров'я та соціальна допомога — 28,0 %, роздрібна торгівля — 12,4 %, транспорт — 10,6 %.